# ウィリアムズ・FW24
ウィリアムズ・FW24 (Williams FW24) は、ウィリアムズが2002年のF1世界選手権参戦用に開発したフォーミュラ1カー。開幕戦から最終戦まで実戦投入された。デザイナーはパトリック・ヘッド、ギャビン・フィッシャー、ジェフ・ウィリス。

## 2002年
ドライバーは前年からの継続起用となるラルフ・シューマッハとファン・パブロ・モントーヤ。
BMWエンジン(パワーは900馬力に達した)とミシュランタイヤとのパッケージングは良好で、第2戦マレーシアGPではワンツーフィニッシュを達成。モントーヤが5戦連続を含む7度のポールポジションを獲得するなど、予選ではフェラーリ・F2002に拮抗する速さをみせた。イタリアGP予選ではBMWエンジンがF1史上最高(当時)の19,000回転に到達したことが発表された。しかし、決勝レースではフェラーリとブリヂストンタイヤの安定感に見劣りし、2勝目は挙げられなかった。
このシーズンはフェラーリが17戦中15勝という圧倒的な成績で早々にダブルタイトルを決めてしまった年だったが、安定して表彰台や入賞圏内でフィニッシュが続いたこともありチームは92ポイントを獲得。チャンピオンのフェラーリから大きく差をつけられたが(フェラーリは221ポイント)、コンストラクターズランキング2位を得た。

## スペック

### シャーシ
- シャーシ名 FW24
- シャーシ構造 カーボンファイバー製モノコック
- タイヤ ミシュラン
- ギアボックス 7速セミオートマチック

### エンジン
- エンジン名 BMW P82
- 気筒数・角度 V型10気筒・90度
- 排気量 2,998.0cc
- 燃料・潤滑油 ペトロブラス

## 結果
| 年   | No. | ドライバー   | 1   | 2   | 3   | 4   | 5   | 6   | 7   | 8   | 9   | 10  | 11  | 12  | 13  | 14  | 15  | 16  | 17  | ポイント | ランキング |
| 年   | No. | ドライバー   | AUS | MAL | BRA | SMR | ESP | AUT | MON | CAN | EUR | GBR | FRA | GER | HUN | BEL | ITA | USA | JPN | ポイント | ランキング |
| ---- | --- | ------------ | --- | --- | --- | --- | --- | --- | --- | --- | --- | --- | --- | --- | --- | --- | --- | --- | --- | -------- | ---------- |
| 2002 | 5   | シューマッハ | Ret | 1   | 2   | 3   | 11  | 4   | 3   | 7   | 4   | 8   | 5   | 3   | 3   | 5   | Ret | 16  | 11  | 92       | 2位        |
| 2002 | 6   | モントーヤ   | 2   | 2   | 5   | 4   | 2   | 3   | Ret | Ret | Ret | 3   | 4   | 2   | 11  | 3   | Ret | 4   | 4   | 92       | 2位        |

- 太字はポールポジション、斜字はファステストラップ
- 決勝最高位1位1回　予選最高位1位7回
- コンストラクターズランキング2位
- ラルフ・シューマッハ ドライバーズランキング4位(42ポイント)
- ファン・パブロ・モントーヤ ドライバーズランキング3位(50ポイント)